# Danh sách quốc gia theo số lượng huy chương tại Olympic Toán học Quốc tế
Đây là một danh sách chưa hoàn tất, và có thể sẽ không bao giờ thỏa mãn yêu cầu hoàn tất. Bạn có thể đóng góp bằng cách mở rộng nó bằng các thông tin đáng tin cậy.
Dưới đây là danh sách quốc gia và vùng lãnh thổ theo thành tích huy chương đạt được tại Olympic Toán học Quốc tế (IMO):
Lưu ý:
- Danh sách trong bài sẽ chỉ bao gồm 30 quốc gia có thành tích tốt nhất để tiện cho việc cập nhật thông tin.

- Để xem thành tích cụ thể của các quốc gia nằm ngoài top 30 cũng như số lượng bằng danh dự của mỗi quốc gia, truy cập trang web chính thức của IMO và tra cứu ở cột "HM".

| Hạng                | Đoàn                    | Vàng | Bạc  | Đồng | Tổng số |
| ------------------- | ----------------------- | ---- | ---- | ---- | ------- |
| 1                   | Trung Quốc (CHN)        | 180  | 36   | 6    | 222     |
| 2                   | Hoa Kỳ (USA)            | 146  | 119  | 30   | 295     |
| 3                   | Nga (RUS)               | 106  | 62   | 12   | 180     |
| 4                   | Hàn Quốc (KOR)          | 93   | 79   | 28   | 200     |
| 5                   | Hungary (HUN)           | 86   | 171  | 115  | 372     |
| 6                   | România (ROU)           | 85   | 154  | 110  | 349     |
| 7                   | Liên Xô (USS)           | 77   | 67   | 45   | 189     |
| 8                   | Việt Nam (VNM)          | 69   | 115  | 82   | 266     |
| 9                   | Bulgaria (BGR)          | 57   | 127  | 119  | 303     |
| 10                  | Anh Quốc (UNK)          | 54   | 121  | 130  | 305     |
| 11                  | Đức (GER)               | 54   | 112  | 87   | 253     |
| 12                  | Iran (IRN)              | 50   | 110  | 49   | 209     |
| 13                  | Nhật Bản (JPN)          | 46   | 96   | 51   | 193     |
| 14                  | Đài Loan (TWN)          | 44   | 103  | 36   | 183     |
| 15                  | Ukraina (UKR)           | 43   | 73   | 55   | 171     |
| 16                  | Canada (CAN)            | 42   | 67   | 96   | 205     |
| 17                  | Thái Lan (THA)          | 34   | 67   | 52   | 153     |
| 18                  | Ba Lan (POL)            | 33   | 94   | 143  | 270     |
| 19                  | Úc (AUS)                | 28   | 77   | 100  | 205     |
| 20                  | Pháp (FRA)              | 26   | 69   | 128  | 223     |
| 21                  | Đông Đức (GDR)          | 26   | 62   | 60   | 148     |
| 22                  | Singapore (SGP)         | 24   | 69   | 74   | 167     |
| 23                  | CHDCND Triều Tiên (PRK) | 22   | 36   | 9    | 67      |
| 24                  | Ý (ITA)                 | 21   | 51   | 78   | 150     |
| 25                  | Thổ Nhĩ Kỳ (TUR)        | 20   | 72   | 93   | 185     |
| 26                  | Israel (ISR)            | 20   | 66   | 105  | 191     |
| 27                  | Ấn Độ (IND)             | 16   | 73   | 79   | 168     |
| 28                  | Kazakhstan (KAZ)        | 16   | 44   | 75   | 135     |
| 29                  | Serbia (SRB)            | 16   | 33   | 38   | 87      |
| 30                  | Belarus (BLR)           | 15   | 61   | 82   | 158     |
| Tổng số (30 đơn vị) | Tổng số (30 đơn vị)     | 1549 | 2486 | 2167 | 6202    |

Nguồn: Results: Cumulative Results by Country
1. ↑  Kết quả đang hiển thị của đoàn Nga thực chất đã bị thiếu đi thành tích mà họ đạt được tại 2 kỳ Olympic năm 2022 và 2023, nguyên nhân là do đoàn Nga ở 2 kỳ Olympic này đã không được ban tổ chức xếp thành tích trên bảng tổng sắp đồng đội chính thức mà chỉ được công nhận kết quả thi cá nhân của từng thành viên.